# Meloboris oblonga
Meloboris oblonga là một loài tò vò trong họ Ichneumonidae.